# Avajan
Avajan település Franciaországban, Hautes-Pyrénées megyében. Lakosainak száma 81 fő (2022. január 1.). Avajan Bordères-Louron, Cazaux-Fréchet-Anéran-Camors, Gouaux és Vielle-Louron községekkel határos.

## Népesség
A település népességének változása:
| Lakosok száma | 67   | 70   | 75   | 78   | 79   | 79   | 80   | 80   | 81   |
|               | 2013 | 2015 | 2016 | 2017 | 2018 | 2019 | 2020 | 2021 | 2022 |